# Campo Largo
Campo Largo este un oraș în Paraná (PR), Brazilia.